# Marie Collart
Marie Collart-Henrotin (5 de dezembro de 1842 – 8 de outubro de 1911) foi uma artista belga que pintou principalmente paisagens e animais.

## Biografia
Ela nasceu em Bruxelas. Collart foi principalmente um artista autodidata, mas se beneficiou das orientações de Alfred Verwee,   Léonce Chabry e Arthur Stevens. Ela se tornou membro fundadora da Société Libre des Beaux-Arts em 1868. Em 1870, ela ganhou uma medalha de ouro no Salon des artistes français. Em 1871, Collart casou-se com Edmond Henrotin, um capitão de artilharia; ele morreu em 1894. Ela se tornou a primeira mulher a ser nomeada Cavalheira na Ordem Belga de Leopoldo em 1880. Ganhou medalhas de ouro em exposições em Ghent (1881), em Paris e em Bruxelas (1897). Collart expôs seus trabalhos no Palácio de Belas Artes e no Edifício da Mulher na Exposição Colombiana Mundial de 1893 em Chicago, Illinois.
Collart morreu em Nebida na Sardenha aos 68 anos.